# 598
Раннє Середньовіччя. Триває чума Юстиніана. У Східній Римській імперії продовжується правління Маврикія. Лангобарди частково окупували Італію і утворили в ній Лангобардське королівство. Франкське королівство розділене між спадкоємцями Хлотара I. Іберію займає Вестготське королівство. В Англії розпочався період гептархії. Авари та слов'яни утвердилися на Балканах.
Китай об'єднаний під правлінням династії Суй. Індія роздроблена. В Японії триває період Ямато. У Персії править династія Сассанідів. Степову зону Азії та Східної Європи контролює Тюркський каганат, розділений на Східний та Західний.
На території лісостепової України в VI столітті виділяють пеньківську й празьку археологічні культури. VI століття стало початком швидкого розселення слов'ян. У Північному Причорномор'ї співіснують різні кочові племена, зокрема кутригури, утигури, сармати, булгари, алани, авари, тюрки.

## Події
- Авари уклали мирну угоду з Візантією, за якою встановлювався кордон вздовж Дунаю, а Візантія зобов'язувалася виплачувати данину.
- Візантія уклала мирний договір із лангобардами в Італії, визнавши їхнє королівство. Посередником виступав Папа Григорій I, який сподівався навернути лангобардів до католицизму.
- Великі феодали Австразії підняли бунт проти Брунгільди, й вона втекла в Бургундію.
- Епідемія чуми охопила Марсель і весь Прованс[1].

## Виноски
1. ↑   Henri Pirenne, Mahomet et Charlemagne, Paris, Presses Universitaires de France, 1937